# حرب كيمبريان
وقعت حرب كيمبريان أو الحرب الكيمبرية (113-101 قبل الميلاد) بين الجمهورية الرومانية والقبائل الجرمانية والكلتية من كمبريون وتوتونيون وأمبرونيون وتيغوريني، التي هاجرت من شبه جزيرة يوتلاند إلى أرضٍ خاضعة للحكم الروماني، واشتبكت مع روما وحلفائها. كانت الحرب الكيمبرية هي المرة الأولى التي تكون فيها إيطاليا وروما نفسها في خطر حقيقي منذ الحرب البونيقية الثانية.
كان لتوقيت الحرب تأثير كبير على السياسات الداخلية لروما، وتنظيم جيشها. ساهمت الحرب بشكل كبير في الحياة السياسية لغايوس ماريوس، الذي شكلت فترة قنصليته وصراعاته السياسية تحديًا للعديد من مؤسسات الجمهورية الرومانية السياسية وتقاليدها في ذلك الوقت. كان تهديد كيمبريون، إلى جانب حرب يوغرطة ملهمًا لإصلاحات ماريان التاريخية للفيالق الرومانية.
أخيرًا انتصرت روما، وأُبيد خصومها الجرمانيون -الذين سببوا للجيش الروماني أكبر الخسائر التي لم يعانوا منها منذ الحرب البونيقية الثانية عند انتصارهم في معركة أراوسيو ومعركة نوريا- بعد الانتصارات الرومانية في معركة أكوي سكستيا ومعركة فرشلة. قيل إن بعض الأسرى الناجين كانوا من العبيد المتمردين في حرب العبيد الثالثة.

## الهجرات والصراعات
وفقًا لبعض الروايات الرومانية، في وقتٍ ما بين 120-115 قبل الميلاد، ترك الكيمبريون أرضهم الأصلية قرب بحر الشمال بسبب الفيضانات (من جهة أخرى كتب سترابو أن ذلك كان مستبعدًا أو مستحيلًا)، ومن المفترض أنهم سافروا إلى الجنوب الشرقي وسرعان ما انضم إليهم جيرانهم ومن المحتمل أنهم أقرباؤهم، التوتونيون. تغلبوا مع بعضهم على قبائل سكورديسكي، إلى جانب قبائل بوي، التي انضم العديد منها إليهم على ما يبدو. في عام 113 قبل الميلاد وصلوا إلى نهر الدانوب، في نوريكوم، موطن التوريسكي حلفاء الرومان. لم يتمكن قبائل التوريسكي من صد هؤلاء الغزاة الجدد الأقوياء بمفردهم، فطلبوا من روما المساعدة.

## الهزائم الرومانية الأولى
قاد القنصل الروماني غنايوس بابيريوس غاربو الفيالق إلى نوريكوم في السنة التالية، وبعد أن قدم عرض قوة مذهلًا، أخذ موقفًا دفاعيًا قويًا وطالب بأن يغادر الكمبريون وحلفاؤهم المقاطعة على الفور. بدأ الكمبريون الامتثال لمطالب روما بسلام، لكن سرعان ما اكتشفوا أن كاربو كان قد نصب لهم كمينًا. بسبب غضبهم من هذه الخيانة، شنّوا هجومًا، فيما سُميت معركة نوريا، وأبادوا جيش كاربو الذي كان على وشك أن يُقتل في العملية.
أصبحت إيطاليا في حينها عُرضةً للغزو، ولكن لسببٍ ما، تحرك الكمبريون وحلفاؤهم غربًا إلى جبال الألب ثم إلى بلاد الغال. في عام 109 قبل الميلاد، غزوا المقاطعة الرومانية غاليا ناربونسايس وتغلبوا على الجيش الروماني هناك تحت قيادة ماركوس جونيوس سيلانوس. في عام 107 قبل الميلاد، هُزم الرومانيون مجددًا، هذه المرة على يد التيغوريني، الذين كانوا حلفاء لكمبريون وكانوا قد التقوهم في طريقهم إلى جبال الألب. في ذلك العام نفسه، تغلبوا على جيش روماني آخر في معركة بورديغالا (الاسم الحالي بوردو) وقتلوا قائده، القنصل لوسيوس كاسيوس لونغيوس رافالا.

## الكارثة في أراوسيو
في عام 105 قبل الميلاد، جمعت روما وقنصلها الجديد غنايوس ماليوس ماكسيموس والبروقنصل الروماني كوينتوس سيرفيليوس كابيو، من أجل تسوية الأمر مرة واحدة وإلى الأبد، أكبر قوة ترسلها منذ الحرب البونيقية الثانية -وربما أكبر قوة ترسلها أبدًا إلى المعركة. تألفت هذه القوة من80 ألف رجل، وعشرات الآلاف من أفراد الدعم وأتباع المعسكر في جيشين، يقود كل منهما قنصل.
قاد القنصلان جيشهما في هجرتهما المسلحة إلى نهر الرون بالقرب من أورانج، فوكلوز، وأقاما هناك معسكرين منفصلين على جانبي النهر-باعتبار أنهما لم يحبا بعضهما وكانا مرتابين من بعضهما- وبقيامهما بذلك تركا قواتهما غير الموحدة عرضةً للهجمات المنفصلة. هاجم كايبيو، الذي كان مغرورًا بنفسه، بحماقة ودون دعم من ماكسيموس، فأُبيد جيشه واجتيح معسكره غير المحمي. أصبحت عندها قوات ماكسيموس المعزولة والمشوشة سهلة الهزيمة. قُتل الآلاف بينما كانوا يحاولون بشكل يائس الاحتشاد والدفاع عن معسكرهم ضعيف الموقع. تمكن كايبيو وماكسيموس وبضعة مئات من الرومان من النجاة بحياتهم عبر نهر المذبحة. كانت معركة أوراسيو أكثر هزيمة كلفت روما وعانت منها منذ معركة كاناي، وكانت الخسائر والعواقب بعيدة المدى الناتجة عنها، في الواقع، أكبر وأكثر. بالنسبة لكيمبريون والتوتونيون، كان هذا نصرًا عظيمًا (وإن كان مؤقتًا).

بدلًا من جمع حلفائهم والتقدم إلى روما، تحرك الكيمبريون إلى هسبانيا. وتعرضوا هناك لهزيمتهم الأولى، لا على يد الجيش الروماني، بل بمواجهة التحالف الكلتيبيري. في هذا الوقت، بقي التوتونيون في غال. وما يزال فشلهم في غزو إيطاليا لغزًا غامضًا. يصف ثيودور مومسين أساليبهم مُخمنًا فيقول:
كان نظامهم الحربي إلى حد كبير يشابه نظام الكلت في تلك الفترة، الذين لم يعودوا يقاتلون - مثلما كان يقاتل الإيطاليون الكلت- عراة الرأس حاملين مجرد سيفٍ وخنجرٍ فقط، بل مع خوذ نحاسية مزخرفة غالبًا بأناقة ومع سلاح صاروخي غريب اسمه مايتريس وكانوا يُحصنون أنفسهم بالسيف الكبير والدرع الضيق الطويل، إلى جانب ما كانوا يرتدونه غالبًا وهو معطف درعي. لم يكونوا يفتقرون لسلاح الفروسية لكن الرومان كانوا متفوقين عليهم في ذلك التسليح. كان تنظيم قتالهم كالسابق وهو عبارة عن كتائب قوية بصفوف ظاهرية عرضية مساوية للصفوف الطولية، كان الصف الأول منها في المعارك الخطرة يربط أحزمته المعدنية بالأسلاك.